# Сан-Леонардо-ін-Пассірія
Сан-Леонардо-ін-Пассірія (італ. San Leonardo in Passiria) — муніципалітет в Італії, у регіоні Трентіно-Альто-Адідже,  провінція Больцано.
Сан-Леонардо-ін-Пассірія розташований на відстані близько 560 км на північ від Рима, 85 км на північ від Тренто, 36 км на північ від Больцано.
Населення — 3603 особи (2014).

## Демографія
Населення за роками:

Станом на 1 січня 2023 року в муніципалітеті офіційно проживало 105 іноземців з 30 країн, серед них 45 громадян країн Євросоюзу та 4 громадяни України.

## Сусідні муніципалітети
- Мозо-ін-Пассірія
- Рачинес
- Рифьяно
- Сан-Мартіно-ін-Пассірія
- Сарентіно
- Шена